# Anton Richter (Maler, 1900)

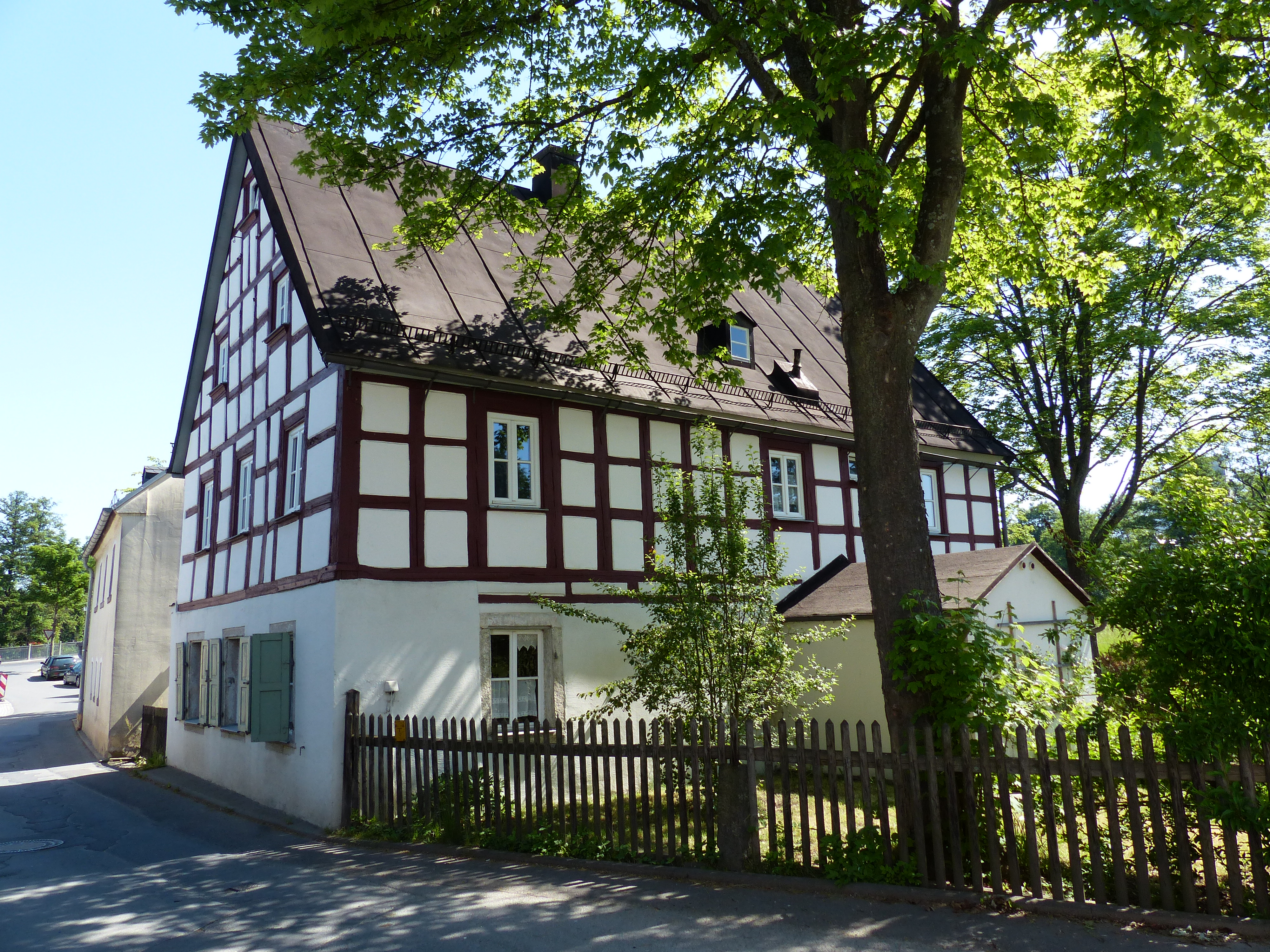
Wohnhaus der Familie Richter, Färberstraße 7

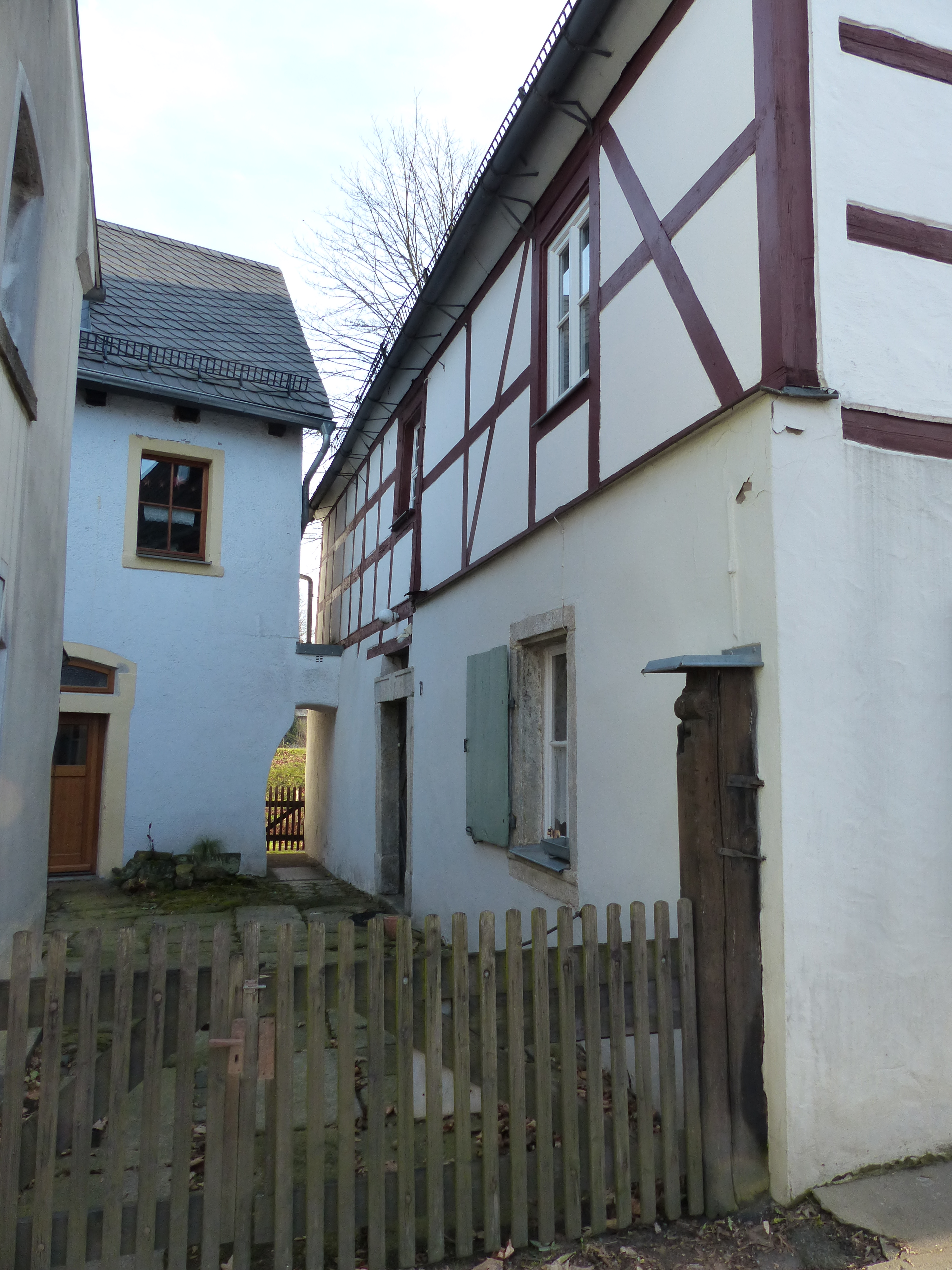
Eingang und Ausschnitt vom Innenhof des Wohnhauses

Anton Richter (* 31. Dezember 1900 in Schwarzenbach an der Saale; † 24. März 1962 in Schwarzenbach an der Saale) war ein deutscher Landschaftsmaler.
Anton Richter stammte aus einer alteingesessenen Schwarzenbacher Familie, aus der auch der Künstler Jean Paul, eigentlich Johann Paul Friedrich Richter, hervorgegangen war. Er hatte zwei Geschwister und war mit Hilde Richter verheiratet. Nach seiner Ausbildung zum Konditor arbeitete er von 1920 bis 1923 im elterlichen Betrieb, einer Bauernleinen-Färberei. Das Haus der Familie existiert noch in der Färberstraße, einem Straßenzug der Altstadt parallel zur Saale. Es steht als Wohnhaus aus dem 18. Jahrhundert unter Denkmalschutz. Zunächst eignete er sich selbst Kenntnisse an und nahm an einem Fernkurs im Malen und Zeichnen teil. Im Jahr 1938 wurde er mit dem Albrecht-Dürer-Preis ausgezeichnet. Die Albrecht-Dürer-Stiftung ermöglichte ihm ein Stipendium und er besuchte die Akademie der Bildenden Künste München und studierte von 1939 bis 1941 bei Professor Adolf Schinnerer. Im Jahr 1942 wurde er zur Wehrmacht einberufen und diente bis 1945 als Sanitätssoldat auf dem Balkan. Seine Eindrücke hielt er in Bildern und Skizzen fest, auch während seiner kurzen Kriegsgefangenschaft in Schleswig-Holstein. Seit dem Kriegsende war er freischaffender Künstler mit zahlreichen Ausstellungen mit Schwerpunkt im fränkischen Raum. Seine Bilder beschäftigen sich u. a. mit Szenen aus dem Alltag der Menschen seiner Heimatstadt und der sie umgebenden Dörfer. Auch die Landschaft des Fichtelgebirgsraums war ein zentrales Thema. Er fertigte Kohlezeichnungen, Linolschnitte, Öl- und Pastellbilder.
Anton Richter war Mitglied im Fränkischen Künstlerbund, der Freien Gruppe Bayreuth, der Gruppe Nordfranken und der Neuen Münchner Künstlergenossenschaft. In den Nachkriegsjahren traf sich eine Malergruppe bei den Richters in Schwarzenbach, zu ihnen gehörte u. a. Werner Gilles, Ernst Schumacher, Alfred Kutzscher, Arthur Seedorf, Karl Bedal und Bruno Goller. Herbert Schildbach lernte von ihm. Edgar Schindler spricht von der „Schwarzenbacher Malergruppe“. Seit 1949 war Anton Richter regelmäßig bei den Ausstellungen im Haus der Kunst in München vertreten. Zu den Käufern seiner Werke zählten bayerische Regierungsorganisationen bis hin zu Städten und Privatgalerien. Er erhielt ab 1957 großflächige Freskoaufträge für Industrie, Banken, Schulen und sonstige öffentliche Bauten. Als Hauptwerk gilt mit 14 × 3 Metern das Wandbild im Speisesaal der Klinik Herzoghöhe in Bayreuth. Das unvollendet gebliebene Wandbild im Landratsamt Münchberg führte Hans Ott zu Ende. 1958 wurde Richter mit der Jean-Paul-Medaille ausgezeichnet. Im Jahr 2009 erwarb die Oberfrankenstiftung noch vorhandene Werke und stellte sie der Stadt Schwarzenbach für Ausstellungen zur Verfügung. Seine Arbeiten werden dem späten Impressionismus zugeordnet.